# Lagoa Palmital
Lagoa Palmital är en lagun i Brasilien.   Den ligger i delstaten Rio Grande do Sul, i den södra delen av landet, 1 600 km söder om huvudstaden Brasília. Lagoa Palmital ligger 14 meter över havet. Den ligger vid sjön Lagoa Pinguela.
Runt Lagoa Palmital är det i huvudsak tätbebyggt.